# Revillo, South Dakota
Revillo, South Dakota (енгл. Revillo) град је у америчкој савезној држави Јужна Дакота.

## Демографија
По попису из 2010. године број становника је 119, што је 28 (-19,0%) становника мање него 2000. године.
| Група             | 2000.        | 2010.       |
| Белци             | 147 (100,0%) | 117 (98,3%) |
| Афроамериканци    | 0 (0,0%)     | 0 (0,0%)    |
| Азијати           | 0 (0,0%)     | 0 (0,0%)    |
| Хиспаноамериканци | 0 (0,0%)     | 0 (0,0%)    |
| Укупно            | 147          | 119         |